# Cronius ruber
Cronius ruber är en kräftdjursart som först beskrevs av Jean-Baptiste Lamarck 1818.  Cronius ruber ingår i släktet Cronius och familjen simkrabbor. Inga underarter finns listade i Catalogue of Life.